# 地獄星レミナ
『地獄星レミナ』（じごくせいレミナ）は、伊藤潤二による日本の漫画作品。『週刊ビッグコミックスピリッツ増刊 Casual』（小学館）にて2004年9月16日号（創刊号）から2005年7月24日号まで連載された。

## 受賞
2021年7月24日、「第33回ウィル・アイズナー コミック・インダストリー・アワード」（通称・アイズナー賞）にて、本作の英語版『Remina』が最優秀アジア作品賞（Best U.S. Edition of International Material－Asia）を受賞。伊藤の短編集『伊藤潤二短編集 BEST OF BEST』とともにアイズナー賞の主要な賞であるBest Writer / Artist部門（最優秀脚本・作画賞）も受賞し、本作は2部門同時受賞作品となった。これにより、伊藤は日本人作家初のBest Writer / Artist部門の受賞を果たしている。同年、ハーベイ賞2021の「ベストマンガ」部門にもノミネートされている。

## あらすじ
西暦20××年7月に人類滅亡の日を迎えたが、その前年、東京では大黒博士が30年前に発見した「ワームホール」から未知の惑星が出現し、ノーベル賞を受賞した。大黒博士はその星の命名権を得て、娘の名前から「レミナ星」と名づける。ノーベル賞受賞の記者会見で紹介されて以来、麗美奈は話題の人となり、芸能界にデビューをする。麗美奈が峰石建設のイメージキャラクターを引き受けたことがきっかけで、社長の息子・峰石邦弘を紹介され、麗美奈は彼の自宅にある核シェルターの存在を知る。周辺の星々を消滅させ始めたレミナ星が地球に接近しているとなると、人々はその原因は大黒博士と麗美奈であると騒ぎ、2人は命を狙われることになる。麗美奈は光村、邦弘、郷田とともに逃亡する。世界中で暴動が起こり、麗美奈が所属していた芸能プロダクション・ベスタプロが襲撃され、テレビで「大黒博士と麗美奈を亡き者に」と放送されると、麗美奈は大黒博士のこととともに逃亡している3人のことが心配になる。麗美奈を庇い光村が刺され、麗美奈と郷田が捕獲され、連行された場所で、彼女の目の前で大黒博士が殺害される。麗美奈は十字架に吊るされたが、地上から発射されたミサイルがレミナ星に当たり、その騒動の隙に郷田が麗美奈を連れて逃亡する。2人は単独で逃げていた邦弘と合流し、邦弘に暴力をふるった郷田に麗美奈が「最低」だと言うと、郷田は去っていくのであった。邦弘に連れられて峰石家に行くも、襲いかかってきた彼を麗美奈が拒むと、邦弘によって命を狙う集団に引き渡される。麗美奈が逃げた先にいたホームレスとともに連行され、2人が十字架に吊るされて火にかけられるが、レミナ星によってその場を凌ぐ。麗美奈とホームレスは人々とともに強風に飛ばされるが2人は生き延び、ほかに生存していた岩井たち4人を連れ、峰石家のシェルターで宇宙に行き、レミナ星の重力圏を脱出する。

## 登場人物
大黒 麗美奈（）
大黒博士の一人娘。美人。光村に好意がある。
大黒 恒夫（） / 大黒博士
「ワームホール」を発見し、惑星を「レミナ星」と名づけた博士。
光村 康実（）
麗美奈を芸能界に勧誘する。麗美奈に好意を抱いている。
峰石 邦弘（）
峰石建設の社長・峰石元三郎の息子。麗美奈との結婚を考えている。
郷田 直矢（）
麗美奈の公認ファンクラブの会長。麗美奈を愛している。
峰石 大介（）
10年前に宇宙飛行士になりたいと考え、父親に反対されて家出。ホームレスの正体。

## 制作背景
本作は『うずまき』から伊藤の担当編集者であった中熊一郎のアイデアから構想された。「星を食べる星の話はどうか」と中熊に提案された伊藤は、「奇想天外な案に怯みつつも、自分なりの科学（似非科学）の知識を交えて描き上げ」たのだという。ボラーレの星野ゆきおによる本作の本のデザインを、「世紀末的なデザイン」であると伊藤は話している。

## 単行本について
単行本の表紙と3ページでは『地・獄・星レミナ』となっているが、それ以外での表記は『地獄星レミナ』である。単行本には『週刊ビッグコミックスピリッツ』（小学館）2004年2号に掲載された読み切り『億万ぼっち』が併録されている。
英訳版のタイトルは『Remina』で、VIZ Mediaより刊行されている。

## 書誌情報
- 伊藤潤二 『地獄星レミナ』 小学館 〈ビッグコミックス〉、2005年10月1日初版発行（8月30日発売[1]）、ISBN 4-09-186083-4